# بن مارشال
بن مارشال (بالإنجليزية: Ben Marshall)‏ (و. 1991  م) هو لاعب كرة قدم، من المملكة المتحدة، ولد في سالفورد، يلعب كمهاجم.

## روابط خارجية
- بن مارشال على موقع قاعدة بيانات كرة القدم.إي يو (الإنجليزية)
- بن مارشال على موقع Soccerbase.com (لاعب) (الإنجليزية)
- بن مارشال على موقع Soccerway.com (الإنجليزية)
- بن مارشال على موقع عالم كرة القدم.نت (الإنجليزية)